# Страус сомалійський
Страус сомалійський (Struthio molybdophanes) — вид безкілевих птахів родини Страусові (Struthionidae), один з двох видів роду Страус (Struthio).

## Поширення
Вид поширений у Східній Африці, а саме у Сомалі, на південному сході Ефіопії та північному сході Кенії.

## Опис
Велетенський нелітаючий птах з масивними голими ногами та довгою голою шиєю та головою. Самці заввишки 210—275 см та вагою 100—156 кг, самиці заввишки 175—190 см, вагою — 90-110 кг. Серед зовнішніх характерних ознак виду — великі очі, довгі вії, виражена ротова щілина, прямий плоский дзьоб, голі вуха. На крилах є шпори. Оперення у самців і самиць відрізняється: самці чорні, а самиці коричневі. Крім того, самці мають шию сірого кольору з блакитним відтінком. 

## Спосіб життя
Сомалійські страуси живуть зграями — один самець і 4-5 самиць. Зграя цілком може існувати поруч з іншими тваринами — зебрами, антилопами. Степові мешканці часто «пасуться» разом, попереджаючи одне одного про небезпеку. Як правило, страуси (завдяки довгій шиї і хорошому зору) першими бачать ворогів.

### Раціон
Всеїдні птахи. Основу раціону становить рослинна їжа — трава, листя, плоди, гілки дерев і чагарники. Також живиться комахами, гризунами і дрібними тваринами. Страус може обходитися протягом декількох днів без їжі і води.

### Розмноження
Самиці несуться у спільному гнізді. У гнізді буває 10-12 яєць. Інкубація триває від 45 до 55 днів. Висиджують яйця і самиці, і самець, змінюючи одне одного. Одночасно з'являються 10-12 пташенят. Пташенята народжуються вагою трохи більше кілограма, але вже через три-чотири місяці важать близько 18-20 кг. Оперення на обличчі й тілі з'являється на другому місяці, а відмінні ознаки виду у вигляді чорного і коричневого пір'я стають помітні лише після першого року життя.

## Таксономія
Птах описаний у 1883 році як підвид африканського страуса Struthio camelus molybdophanes. У 2014 році було проведено масштабне генетичне дослідження усіх підвидів страусів, зокрема і вимерлого сирійського страуса (Struthio camelus syriacus). Згідно з аналізом мітохондріальної ДНК визначено, що сомалійський страус відділився від африканського приблизно 4,1-3,6 млн років тому та існував в ізоляції. Тому сомалійського страуса підвищили до рангу виду.